# 甲斐の勇者
甲斐の勇者（かいのゆうしゃ、かいのたけきひと）は、天武天皇元年（672年）に日本で起きた壬申の乱に現れる騎兵。名称、生没年不明の一兵士であるが、その性格をめぐって学説がある。

## 概要
壬申の乱を起こした大海人皇子は、挙兵の決断と同時に吉野宮から東に逃れ、美濃国と伊勢国を固めてから、東山（東山道）と東海（東海道）に兵力動員を命じる使者を派遣した。徴兵範囲は記されないが、後の律令制では甲斐国は東海道に属し、『続日本紀』で引用されている安斗智徳の日記によれば信濃で徴兵が行われている。美濃の不破に集結した軍勢は、二手に分かれて7月2日に西に向かって進軍を開始した。そのうちの一つは、伊勢から倭（大和）に送り込まれ、その地で連戦していた大伴吹負の軍への援兵になった。
7月、大友皇子（弘文天皇）側の将、犬養五十君は、廬井鯨（いおいのくじら）に200の精兵を与え、大和の古道中つ道に置かれた吹負の本営を急襲させた。吹負は一時危うくなったが、徳麻呂らの防戦と、三輪高市麻呂・置始菟の部隊の来援で鯨を退けることができた。白馬に乗って逃げる鯨が泥田にはまって動けなくなったのを見た吹負は、甲斐の勇者に「その白馬に乗っている者は、廬井鯨だ。急ぎ追って射よ」と命じた。甲斐の勇者は馳せて追い、鯨に迫った。鯨は急いで馬に鞭をやり、やっと泥を抜けて逃走した。
『日本書紀』は乱の経過を詳しく伝えるが、動員された兵力の性格について語る箇所は少なく、長く歴史学者の間で学説上の争点になっている。甲斐の勇者については、関晃が1957年の論文「甲斐の勇者」において、東海の使者の命をうけて甲斐から派遣された軍に属した兵士と推測した。また、騎馬で射ることをよくしたらしいことから、民衆層というより、郡司級の一族に属したのではないかと推測した。この説は一定の支持を得たが、直木孝次郎は6月26日の使者発遣から7月の合戦までの期間から疑問視し、乱以前からの私的従者としている。また、甲斐には大伴山前連が存在することから、大伴氏に私的に仕えていた人で、それがたまたま甲斐の出身者だったということではないかという説もあり、実情は不明である。